# Estació de Glòries
Glòries és una estació situada a la Plaça de les Glòries Catalanes al districte de Sant Martí de Barcelona on coincideixen una estació de la L1 del Metro de Barcelona, i una estació del Tram de les línies T4, T5 i T6.

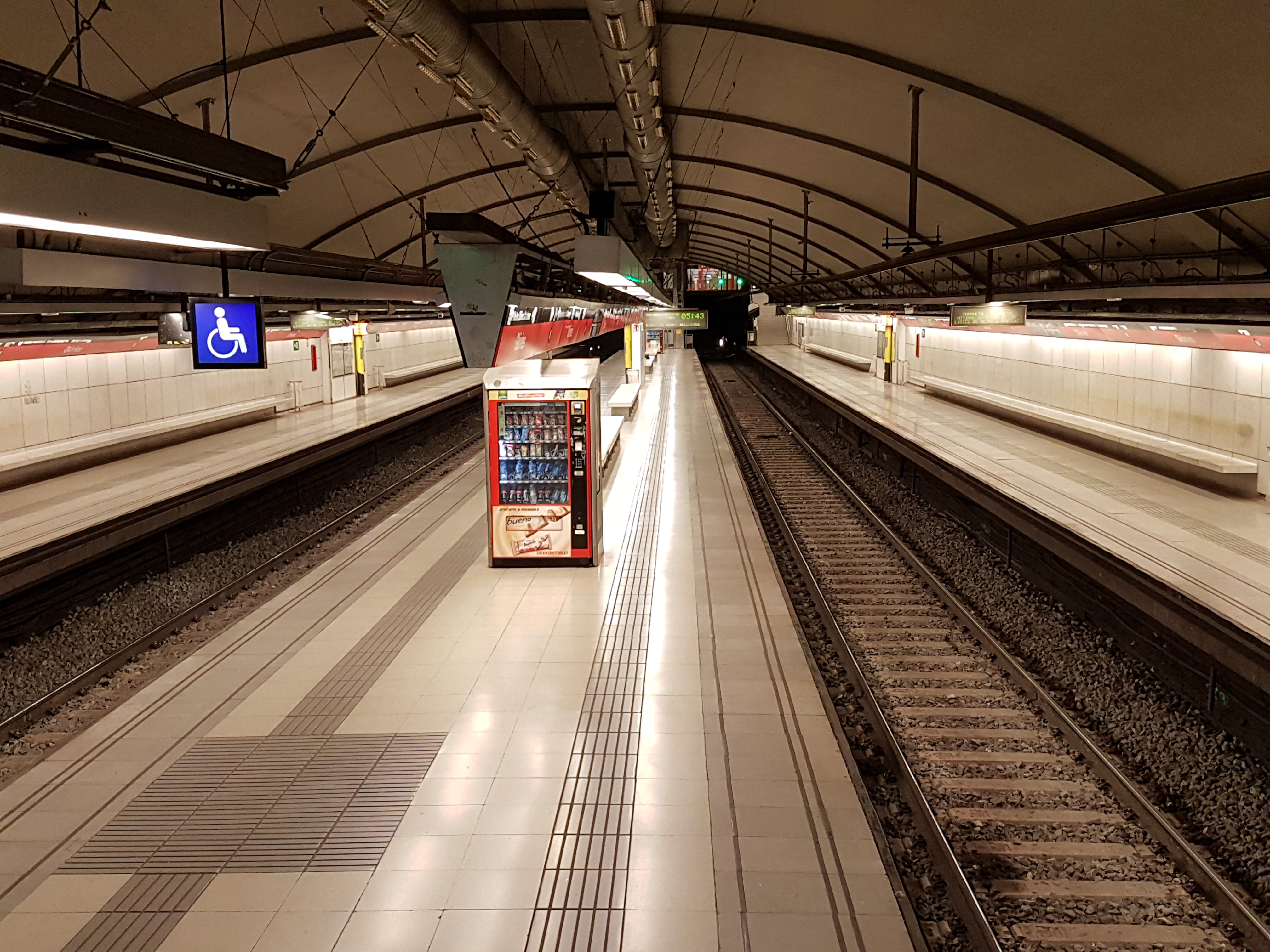
L'estació de metro de la L1

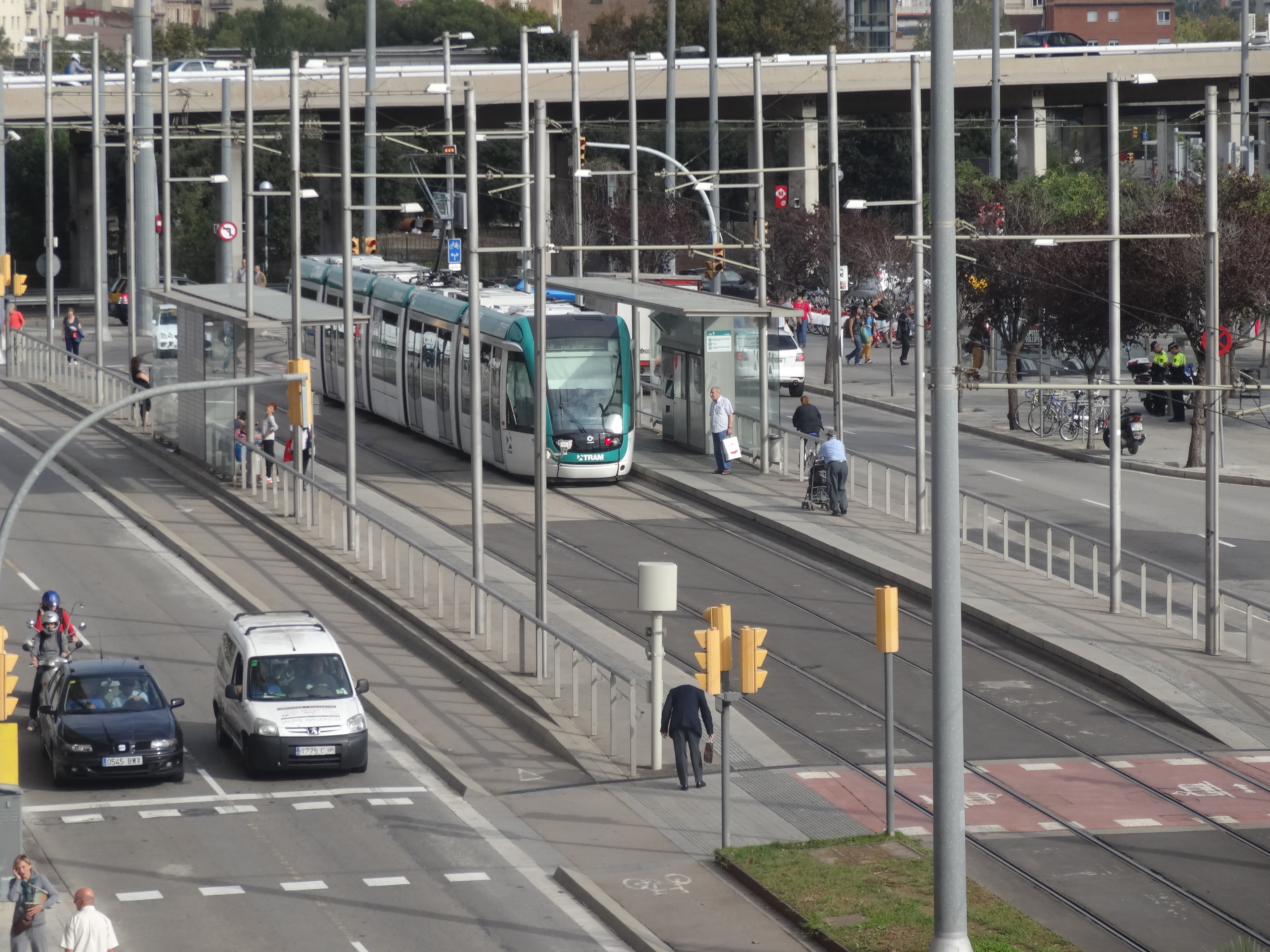
L'estació de tramvia entre el 2004 i el 2024

L'estació del metro està sota la Plaça de les Glòries i es va inaugurar el 1951 com a part del Ferrocarril Metropolità Transversal. Força anys més tard el 8 de maig de 2004 es va inaugurar la del Tram, amb l'obertura de la T4, que es trobava sobre l'Avinguda Meridiana, a la cantonada d'aquesta amb la Plaça de les Glòries. A partir del 14 d'octubre de 2006 també hi passà a circular la línia T5 entre l'estació i Besòs i del 20 de febrer de 2012 també la línia T6 degut a un canvi de recorregut cap a Barcelona deixant d'arribar a Gorg. Segons dades del desembre de 2011, només a l'estació del metro i els dies feiners, hi havia prop de 18.000 validacions de mitjana.

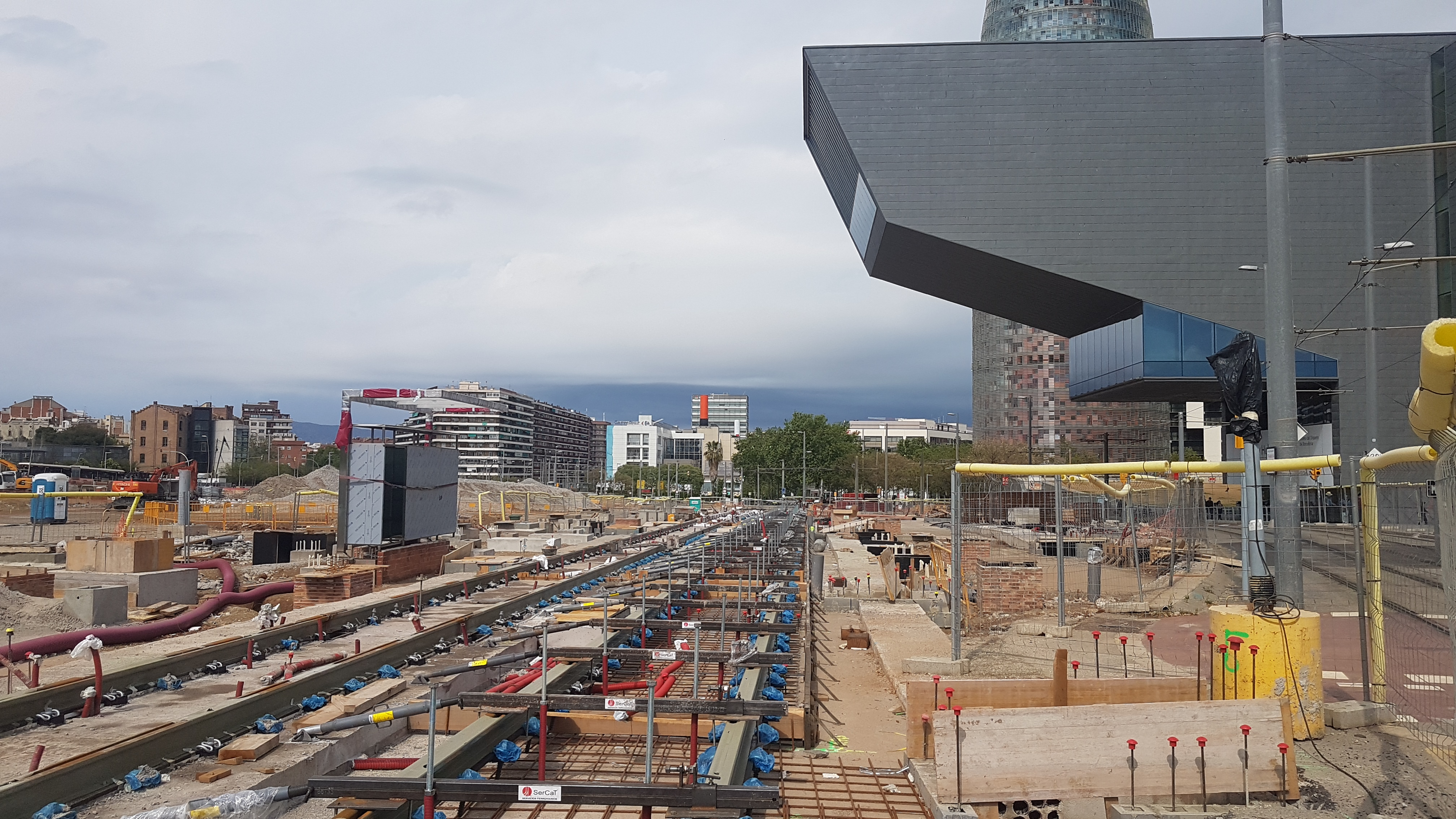
La reubicació de la parada de tramvia en construcció el 2023

L'estació de tramvia va ser desplaçada davant l'edifici del Disseny Hub i ampliada a 3 vies. Els treballs de construcció es van iniciar al març del 2022 i va suposar el tall del servei de tramvia per la plaça de les Glòries entre el 26 de juny i el 31 d'agost de 2023 per connectar les vies al nou traçat.Els combois van circular durant uns mesos per la nova estació sense fer-hi parada, fins que el 9 de maig de 2024 es va posar en servei. Aquest fet va suposar que l'antiga estació de Glòries i l'estació de la Farinera, per la seva proximitat, deixessin de funcionar.

## Serveis ferroviaris
| Procedència/Destinació     | <                          | Línia                 | >              | Procedència/Destinació |
| -------------------------- | -------------------------- | --------------------- | -------------- | ---------------------- |
| Metro de Barcelona         |                            |                       |                |                        |
| Hospital de Bellvitge      | Marina                     |                       | Clot           | Fondo                  |
| Trambesòs                  |                            |                       |                |                        |
| Verdaguer                  | Monumental                 |                       | Ca l'Aranyó    | Estació de Sant Adrià  |
| Ciutadella - Vila Olímpica | Auditori - Teatre Nacional |                       | Can Jaumandreu | Gorg                   |
| Ciutadella - Vila Olímpica | Auditori - Teatre Nacional | Estació de Sant Adrià | Can Jaumandreu |                        |

## Accessos del metro
- Avinguda Meridiana
- Carrer de Badajoz (obert el 2011)
- Plaça de les Glòries Catalanes

Fins al 2009 hi hagué un accés pel carrer d'Àlaba, que fou substituït pel del carrer Badajoz el 2011.

## Projectes
El "Pacte nacional per a les infraestructures" i el Pla Director d'Infraestructures 2009-2018 de l'Autoritat del Transport Metropolità (ATM) preveu l'ampliació de la línia 8 del metro de Barcelona fins al Parc del Besòs passant per aquesta estació.

## Galeria d'imatges

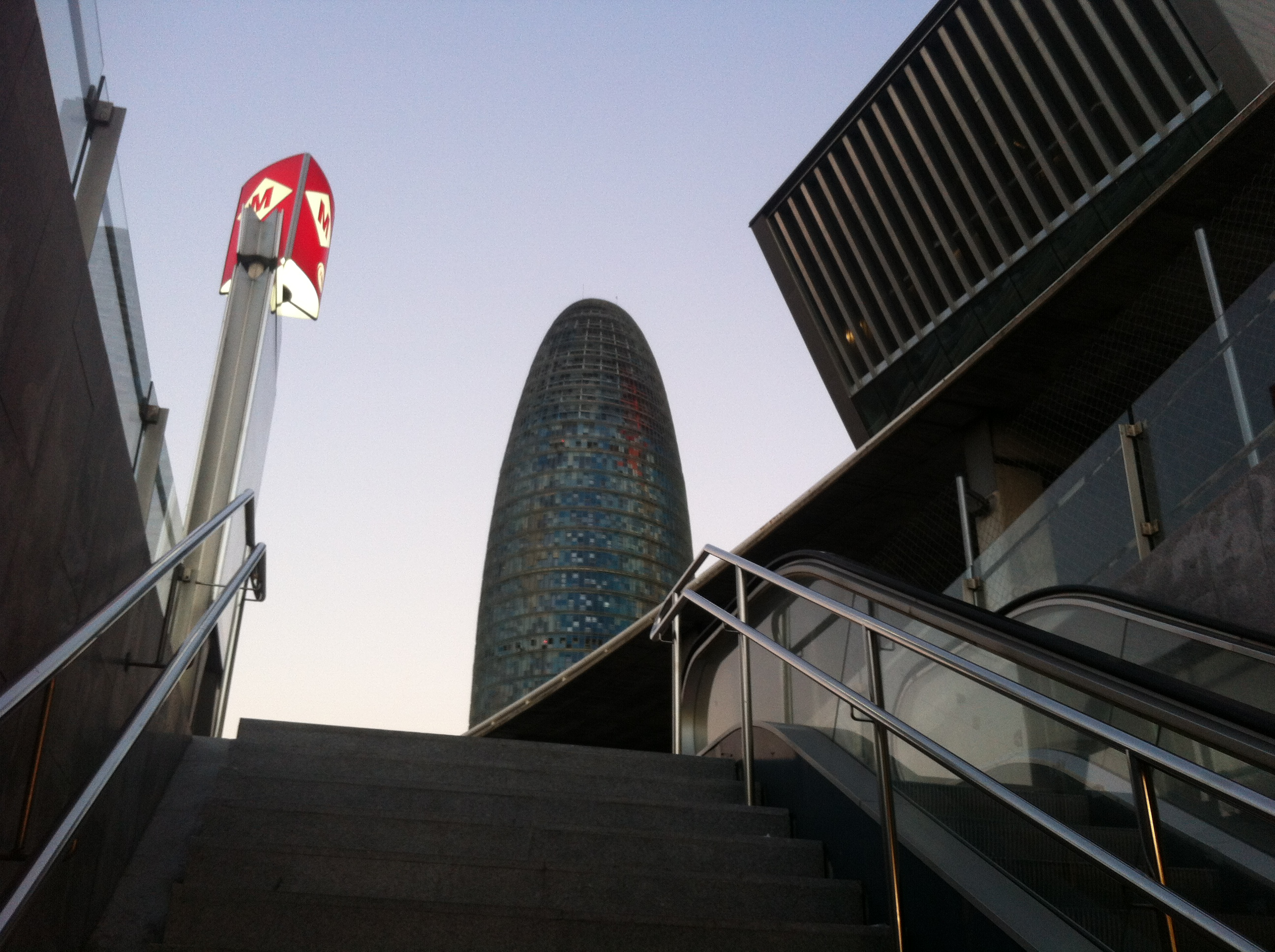
Accès del metro a la plaça de les Glòries Catalanes
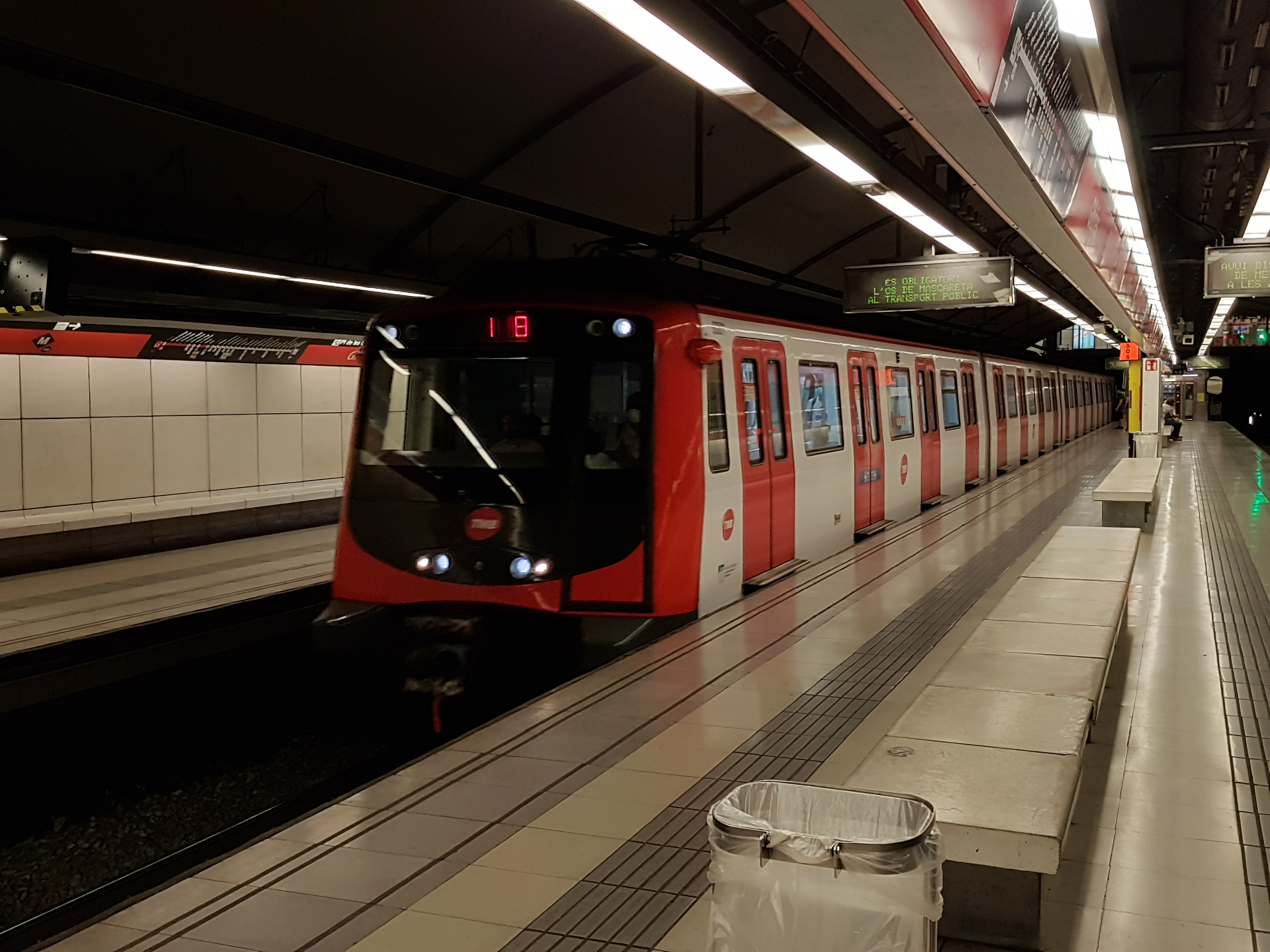
Unitat 6000 a l'estació de metro de la L1
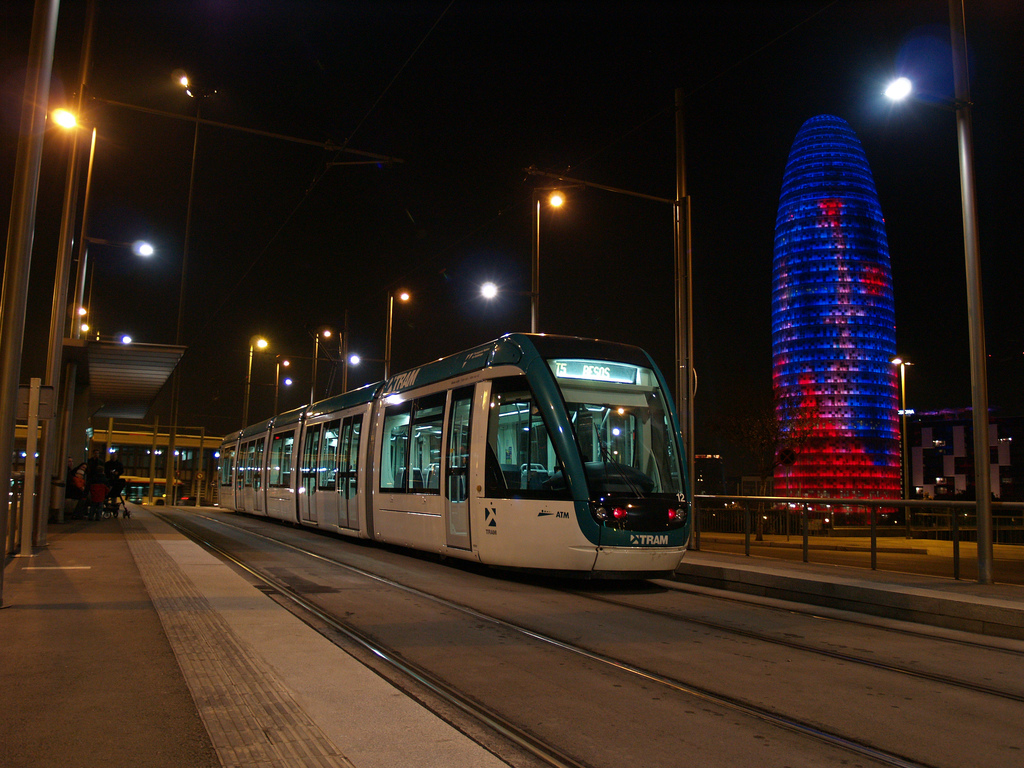
L'estació de nit amb un tramvia de la línia T5 a l'antiga estació